# Sanctus (Konsul 270)
Sanctus war zusammen mit Kaiser Victorinus im Jahr 270 Konsul des Imperium Galliarum.
Sein Name ist ausschließlich auf der Bauinschrift des Burgus von Mittelstrimmig überliefert: Dort wird das Konsulatsjahr von „Kaiser Victorinus und Sa[n]ctus“ als das Jahr genannt, in dem die Anlage fertiggestellt wurde. In der Literatur wurde die Inschrift und damit das Konsulat des Sanctus teilweise in die Jahre 268 oder 269 datiert. Da Victorinus aber erst Ende 269 zum Kaiser ausgerufen wurde und Anfang des Jahres 271 bereits getötet wurde, die fragliche Inschrift aus Mittelstrimmig jedoch auf den 23. Mai datiert ist, muss sie 270 entstanden sein.
Über die Lebensdaten und die Laufbahn des Sanctus ist ansonsten nichts bekannt.